# تمشک شمالی
تمشک شمالی (نام علمی: Rubus chamaemorus) نام یک گونه از سرده تمشک است.